# Oleksiivka, Pokrovske
Oleksiivka (în ucraineană Олексіївка) este un sat în comuna Oleksandrivka din raionul Pokrovske, regiunea Dnipropetrovsk, Ucraina.

## Demografie
Componența lingvistică a localității Oleksiivka
     Ucraineană (97,57%)
     Rusă (2,43%)
Conform recensământului din 2001, majoritatea populației localității Oleksiivka era vorbitoare de ucraineană (97,57%), existând în minoritate și vorbitori de rusă (2,43%).